# 불변어
형태가 변하지 않는 단어를 말한다. 명사나 대명사, 관형사와 부사, 조사는 형태가 변하지 않으므로 불변어에 속한다. 이에 비해 동사와 형용사는 가변어에 속한다.
1. ↑  고영근, 구본관 (2018년 2월 20일). 《우리말 문법론》 1판. 집문당. 47쪽.